# Абсолютная бесконечность
Абсолютная Бесконечность — расширение идеи бесконечности, предложенной математиком Георгом Кантором. Обозначается символом Ω.
Его можно представить как число, которое больше любой другой мыслимой или немыслимой величины, конечной или трансфинитной.
Кантор связал Абсолютную Бесконечность с Богом и считал, что она обладает различными математическими свойствами, включая принцип отражения: каждое свойство Абсолютной Бесконечности также принадлежит какому-то меньшему объекту.

## Взгляд Кантора
Кантор писал:
Действительное бесконечное отличалось тремя отношениями: во-первых, поскольку оно реализуется в высшем совершенстве, в полностью независимом, внеземном существовании, in Deo, где я называю его абсолютным бесконечным или просто абсолютным; во-вторых, в той мере, в какой оно представлено в зависимом, существующем мире; в-третьих, как оно может быть понято абстрактно в мышлении как математическая величина, число или тип порядка. В последних двух отношениях, где оно явно обнаруживает себя ограниченным и способным к дальнейшему распространению и, следовательно, знакомым конечному, я называю его Трансфинитным и решительно противопоставляю его абсолюту.

Кантор также упомянул эту идею в своих письмах Рихарду Дедекинду (текст в квадратных скобках отсутствует в оригинале):

Множество называется хорошо упорядоченным, если она удовлетворяет условию, согласно которому каждое подмножество имеет первый элемент; такое множество я для краткости называю «последовательностью».
…
Теперь я представляю себе систему всех [порядковых] чисел и обозначаю её Ω.
…
Система Ω в её естественном упорядочении по величине является «последовательностью».
Теперь присоединим к этой последовательности 0 как дополнительный элемент и поместим его, очевидно, на первое место; то получим последовательность Ω′:
0, 1, 2, 3, … ω0, ω0+1, …, γ, …
из которых легко убедиться, что каждое входящее в него число γ есть тип [то есть порядковый тип] последовательности всех предшествующих ему элементов (включая 0). (Последовательность Ω обладает этим свойством сначала для ω0+1. [ω0+1 следует за ω0.])
Теперь Ω′ (а значит, и Ω) не может быть согласованной кратностью. В самом деле, если бы Ω′ было непротиворечивым, то ему как упорядоченному множеству соответствовало бы число δ, которое было бы больше всех чисел системы Ω; однако число δ также принадлежит системе Ω, поскольку оно включает в себя все числа. Таким образом, δ будет больше, чем δ, что является противоречием. Поэтому:
Система Ω всех [порядковых] чисел есть противоречивая, абсолютно бесконечная кратность.
По Кантору трансфинитная бесконечность отличается от абсолютной:
первое следует мыслить, конечно, бесконечным, но все же доступным дальнейшему увеличению, тогда как последнее приходится считать недоступным увеличению, а потому математически неопределимымКантор, Юшкевич, 1986b:266

## Парадокс Бурали-Форти
Идея о том, что совокупность всех порядковых числительных не может логически существовать, многим кажется парадоксальной. Это связано с «парадоксом» Чезаре Бурали-Форти, который утверждает, что не может быть наибольшего порядкового числа. Все эти проблемы восходят к идее, что для каждого свойства, которое может быть определено логически, существует набор всех объектов, обладающих этим свойством. Однако, как и в аргументе Кантора (выше), эта идея приводит к трудностям.
В более общем смысле, как заметил А. В. Мур, процесс формирования множеств не может быть бесконечным, и, следовательно, не может быть такой вещи, как совокупность всех множеств или иерархия множеств. Любая такая тотальность сама по себе должна быть множеством, лежащим, таким образом, где-то внутри иерархии и, таким образом, не содержащим всякого множества.
Стандартное решение этой проблемы найдено в теории множеств Цермело, которая не допускает неограниченного формирования множеств из произвольных свойств. Скорее, мы можем сформировать множество всех объектов, которые обладают заданным свойством и лежат в некотором заданном множестве (аксиома разделения Цермело). Это позволяет формировать множества, основанные на свойствах, в ограниченном смысле, при этом (надеюсь) сохраняя непротиворечивость теории.